# 葛霖
克士彼龐的葛霖男爵（Stephen Keith Green, Baron Green of Hurstpierpoint，1948年11月7日—），英國和香港銀行家，2003年至2006年出任滙豐控股有限公司行政總裁，2006年至2010年出任集團主席，2011年1月獲英國保守黨政府委任為商業創新及技能部的貿易及投資国务大臣至2013年。

## 生平簡歷
葛霖生於英國，在牛津大學畢業，其後於美國麻省理工學院取得硕士學位。1971年，葛霖在英國政府海外拓展部工作，至1977年加入管理顧問公司McKinsey & Co Inc.,，先後在歐洲、北美和中東等地提供諮詢服務。
葛霖於1982年加入香港上海滙豐銀行，負責企業策劃事務，並於1985年起負責發展滙豐的環球財資業務。他在1992年成為滙控的集團司庫，主管滙豐在全球的財資及資本市場業務。1995年，葛霖獲委任為英國米特蘭銀行（現稱英國滙豐銀行有限公司）董事。之後他更擔任滙豐集團旗下多間附屬公司的董事，其中包括美國滙豐銀行、滙豐建信銀行以及滙豐私人銀行控股（瑞士）有限公司等。
1998年3月，葛霖獲委任為滙豐投資銀行及資本市場部執行董事，主管集團旗下的投資銀行、私人銀行及資產管理業務。由2002年5月起，他兼任滙豐集團企業銀行業務負責人。2003年6月1日，他獲委任為滙控行政總裁。2005年1月，他獲委任為英國滙豐銀行有限公司主席。2006年5月26日，他接替退休的龐約翰，成為現任滙控主席，亦是滙豐集團內，第二位由行政總裁升任的主席。
現時他亦是北美滙豐控股有限公司以及滙豐私人銀行控股（瑞士）有限公司主席，HSBC Trinkaus & Burkhardt AG副主席和香港上海滙豐銀行有限公司、百慕達銀行有限公司、墨西哥滙豐以及法國滙豐董事。
於他在任主席期間，滙豐經歷金融海嘯，葛霖批評銀行界的貪婪和薪酬花紅制度鼓勵短視行為，並凍薪和連續四年不收花紅。不過，在他掌舵下進軍的北美次按業務出現虧蝕，2009年要以每股33港元供股集資，令部份學者和小股東不滿，股價一度急跌，但滙豐最終度過危機，不用英國政府出手打救，股價從 33元低位反彈近兩倍。
至2010年9月初，英國廣播公司率先報道葛霖離開之消息。其後，英國政府和滙控分別發聲明，宣佈葛霖將於年底前退任滙控主席一職，並接受首相戴维·卡梅伦邀請，於翌年1月出任貿易及投資國務大臣。 卡梅倫表示：「我知道他會在促進英國強勁增長方面作出無可限量的貢獻。」滙控於聲明中，則表示感謝葛霖服務滙豐28年間對集團貢獻良多，尤其是領導集團走出金融危機。

## 業餘生活
他是英國聖公會的業餘牧師，每逢周末會到寓所附近的教堂服務，在香港期間曾入明華神學院攻讀。葛霖也在其著作《金融的王道》提到中國正重返世界舞台，中國崛起再度成強國。
他於1996年任職匯控的集團司庫時撰寫的著作《天國與財利：葛霖論金融市場 (Serving God? Serving Mammon? Christians and the Financial Markets)》，以基督徒的身份探討熾熱的金融市場，和作出信仰反省，是目前唯一一本對金融體系作信仰反省或回應的著作，該書中文版於2007年發行。

## 外部連結
- 商業創新及技能部簡介 （页面存档备份，存于）